# Даниел Кон-Бендит
Даниел Марк Кон-Бѐндит (на немски: Daniel Marc Cohn-Bendit; на френски: Daniel Marc Cohn-Bendit) е френско-германски политик от партиите Съюз 90/Зелените (в Германия) и Европа Екология Зелените (във Франция).

## Биография
Роден е на 4 април 1945 година в Монтобан в семейството на адвокат от еврейски произход, политически емигрант от Германия. През 50-те години се връща със семейството си във Франкфурт, а в края на 60-те учи социология в Париж, където се ангажира с крайната левица и придобива голяма известност при Майските събития от 1968 година. Експулсиран от Франция, продължава политическата си дейност във Франкфурт, а през 80-те години се присъединява към Зелените. От 1994 година е избиран за евродепутат както в Германия, така и във Франция, а през 2004 – 2014 година е съпредседател на парламентарната група на „Зелените - Европейски свободен алианс“.